# Campionati del mondo di ciclismo su strada 2004 - Cronometro maschile Junior
La cronometro maschile Juniors dei Campionati del mondo di ciclismo su strada 2004 si è svolta il 28 settembre 2004 con arrivo a Bardolino, in Italia, su un percorso totale di 24,05 km. La medaglia d'oro è stata vinta dal tedesco Patrick Gretsch con il tempo di 30'29"37 alla media di 47,328 km/h, argento al ceco Roman Kreuziger e a completare il podio l'altro tedesco Stefan Schäfer.
Partenza ed arrivo per 74 ciclisti.

## Classifica (Top 10)
| Pos. | Corridore             | Squadra     | Tempo    |
| ---- | --------------------- | ----------- | -------- |
| 1    | Patrick Gretsch       | Germania    | 30'29"37 |
| 2    | Roman Kreuziger       | Rep. Ceca   | a 15"53  |
| 3    | Stefan Schäfer        | Germania    | a 16"33  |
| 4    | Michael Schär         | Svizzera    | a 17"01  |
| 5    | Viktor Renäng         | Svezia      | a 18"47  |
| 6    | Alexandr Pliuschin    | Moldavia    | a 28"76  |
| 7    | Anders Berendt Hansen | Danimarca   | a 37"03  |
| 8    | Robert Gesink         | Paesi Bassi | a 37"25  |
| 9    | Alexander Slivkin     | Russia      | a 43"25  |
| 10   | Jérôme Coppel         | Francia     | a 49"66  |